# Rheinau (Baden)
Rheinau (Alemannic thấp: Rhinai) là một thị trấn nằm ở huyện Ortenaukreis, tây nam bang Baden-Württemberg, Đức.